# Pocrí (Coclé)
Pocrí ist ein Corregimiento des Bezirks Aguadulce in der Provinz Coclé in Panama. Bei der Volkszählung im Jahr 2023 hatte es 8194 Einwohner. Das Corregimiento erstreckt sich über eine Fläche von 6,0 km².

## Bevölkerung
Die folgende Tabelle zeigt die Bevölkerung des Corregimientos Pocrí, wie es in den Volkszählungen 2000, 2010 und 2023 erfasst wurde.
| Jahr         | 2000   | 2010   | 2023 |
| ------------ | ------ | ------ | ---- |
| Einwohner    | 11.124 | 12.881 | 8194 |
| davon Männer | 5544   | 6402   | 3972 |
| davon Frauen | 5580   | 6479   | 4222 |